# バイソン移動トーチカ

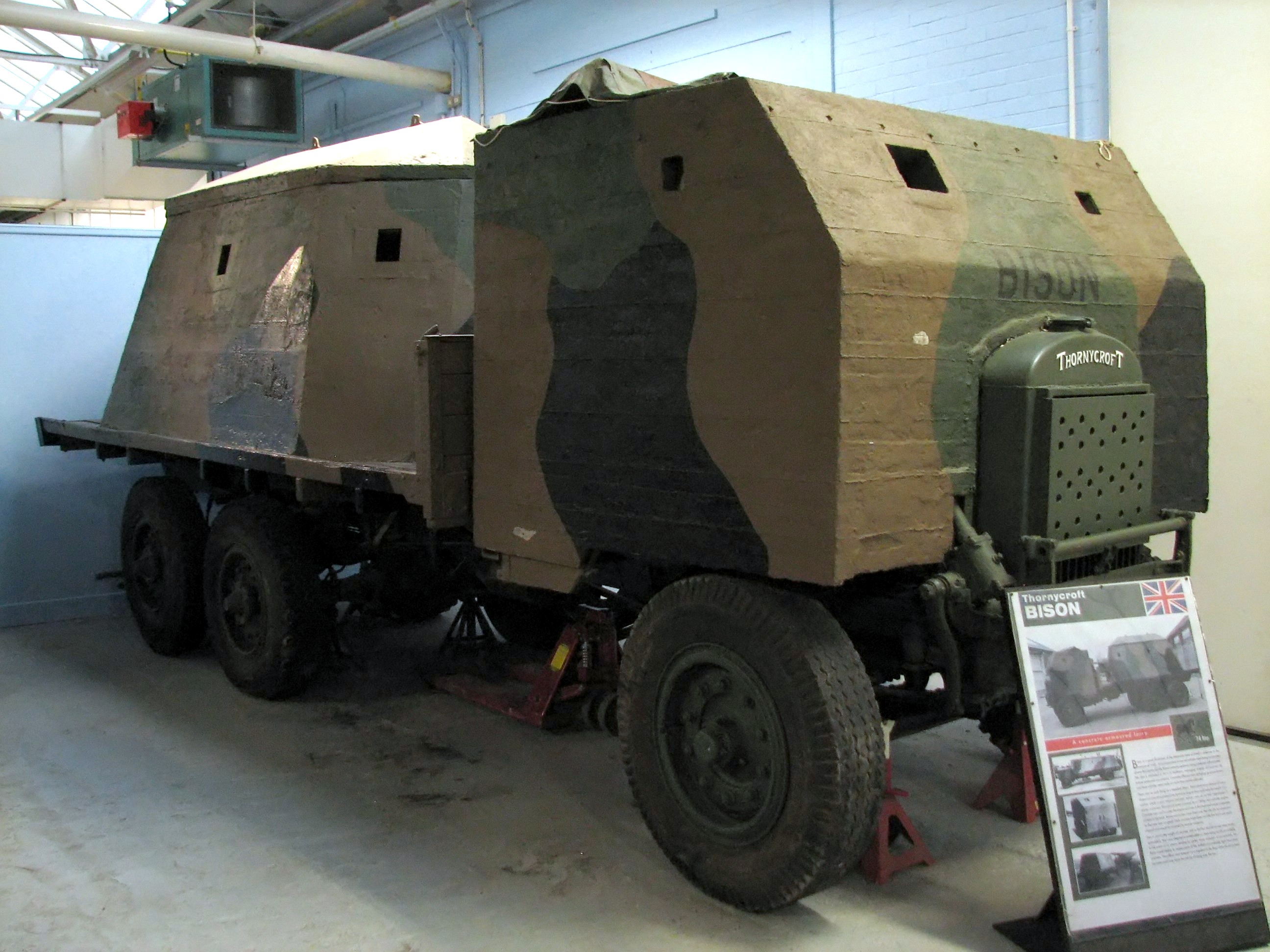
ソーニクロフト バイソン

バイソン（Bison concrete armoured lorries）とは、1940年の「ドイツ軍の侵攻の兆候」の間に、特別移動型トーチカとしてイギリスで生産されたコンクリートで装甲した輸送車の一種である。これらの車両は、主なメーカーから一般的な名称として「バイソン」と名付けられた。

## 移動型トーチカの必要性
イギリスは戦争準備が十分進んでおらず、侵攻に対する準備も行われていなかった。
莫大な数の小さな固定されたトーチカが間にあわせの材料であるレンガや、予め練られたコンクリート、コンクリの塊などから現場の木製の型で作り出されていた。
イギリスはドイツの空挺部隊が、既存の飛行場を侵入のための着陸地点として使うかもしれないと考えており、その対策を急ぎ講じる必要にかられた。
飛行場に前述のような建築物を建てるのは航空機の運用上の安全と防衛を難しくするために避けられた。
このために、ピケット・ハミルトン格納式トーチカのような複雑な解決方法と合わせて、トラックの上にトーチカを作り、移動させて用いると言うシンプルな方法が発案された。
これらは必要なときに防衛態勢を取れ、またはグライダーの着陸進路に侵入して妨害を行うなど、柔軟な運用が可能と考えられた。鉄は戦時中貴重であった為、装甲材にはコンクリートが主に用いられた。
コンクリート社は、飛行場防御のためにコンクリート製の装甲を輸送車に乗せるという具体的なアイデアを提案した。
バイソンという名称はこれらの移動トーチカ車両の一般的な呼び名であり、コンクリート社の現在の商標と企業名になった
。使用可能な車体ならば、車体の負える最重のコンクリートが装着されて用いられた。ボービントン戦車博物館に現在展示される車両は、タイヤを潰さないように車軸スタンドの上に置かれている。

## ボービントン戦車博物館のソーニクロフト バイソン
この車両は1931年後期のソーニクロフト社製ターター6輪3t車である。この独特な車体は軍用ターターであり、3トン汎用トラックとして使われた。軍用のターターは後輪を片側一つだけ持っており、後輪を片側二つ持つ物は民間仕様である。最終的に、ダンケルクの戦いの後、損失の補充が非常に価値あるものになったため、比較的近代的な軍用トラックがこのような兵器に供される見込みはなくなった。なお、博物館のバイソンはベヴァリーの陸軍輸送博物館にて、オリジナルのトーチカと別のオリジナルの車体及び前面運転席部分とを組み合わせて再生されたものである。

## 構造と移動型トーチカの限界
トーチカは木型にコンクリートを注入して製造され、木型の隙間のため特徴的な筋ができた。これは現在でも見ることができる。補強されないコンクリートは重火器に対して充分な防御とはいえなかったが、飛行場に降下してくる（はずの）軽装備のドイツ軍降下猟兵には充分対応できるものだった。
後部トーチカへの出入りは、輸送車のデッキに設けられたハッチを介して行う。運転席の装甲はオープントップであり、側壁を乗り込えて搭乗する。初期の車両は両方のトーチカ上部の間に、連絡用に長方形の箱を置いた。分割トーチカ型は傾斜装甲を持ち、重量を軽減している。少数の車両は運転席を非装甲として展開時の機動性を向上させている。
またエンジンと脆弱なラジエーターの防御を試みたものもある。これらはラジエーターの半分以上を軽量の鋼板で覆っただけのもので、ステアリングボックスは剥き出しのままだった。
この車両はあくまで「装甲車」ではなく、単にある位置から位置へと動かすことができたトーチカであった。ほとんどの車両は、重量過大、貧弱な視界、ラジエーターの冷却能力不足のため移動が全く困難だった。いくつかの車両は完全に壊れ、牽引されたか、適所に放棄された。ボイラーを撤去して使われなくなったスチームワゴンの車体を利用したものは、過加重にも対応できた。